# 萨夫拉
萨夫拉，是西班牙埃斯特雷马杜拉巴达霍斯省的一个市镇。总面积63平方公里，據2001年普查人口總數為15,253人，人口密度為每平方公里242人。

## 友好城市
- 法國 朗布依埃